# 柏林-勃兰登堡交通集团
柏林-勃兰登堡交通集团（德語：Verkehrsverbund Berlin-Brandenburg，簡稱：VBB）是德国柏林州和勃兰登堡州37家公共交通机构组成的集团。该集团成立于1996年12月30日，法律形式为有限责任公司，注册资本由柏林州和勃兰登堡州分别出资三分之一，勃兰登堡州的18个县和非县辖城市各自出资1.85%。1999年4月1日，集团制定了适用于柏林和勃兰登堡州全境的票價表。该集团是德国公交公司联盟的成员。

## 概况

### 交通区域
柏林-勃兰登堡交通集团的覆盖区域为柏林州和勃兰登堡州全境，总面积为30546平方千米，是德国覆盖面积最大的公交集团，也是欧洲覆盖面积最大的公交集团之一，面积接近比利时王国，而且还有继续扩充的趋势。2018年1月，梅克伦堡-前波莫瑞州的梅克伦堡湖区县就表明希望加入该集团。
截至2020年，该集团共运营公共交通线路1038条，公共交通停靠站共13095个，全部铁路交通线路总长3531千米。每天平均有430万人次乘坐集团交通，而两州的总人口也只有620万人左右。2019年全年，该集团累计搭载15.7亿人次，全年车票总收入15.3亿欧元。

### 营运数据
截至2020年，柏林-勃兰登堡交通集团的营运数据如下：
- 1038条交通线路，其中包括
  - 50条区域铁路线路
  - 16条城市快铁线路
  - 902条公交车线路
  - 50条有轨电车线路
  - 10条地铁线路
  - 8条渡船（德语：Personenfähre）线路
  - 2条无轨电车线路（埃伯斯瓦尔德无轨电车（德语：Oberleitungsbus Eberswalde））
- 13095个公交停靠站，其中包括
  - 11711个公交车站
  - 685个有轨电车站
  - 342个铁路车站
  - 166个城市块铁车站
  - 173个地铁站
  - 18个渡轮港口
- 不同交通工具的线路长度
  - 公交线路总长26354千米
  - 有轨电车线路总长480千米
  - 地铁线路总长153千米
  - 城市块铁线路总长600千米
  - 铁路交通线路总长3531千米
- 全年累计搭载15.7亿人次
- 车票总收入15.3亿欧元

## 外部連結
- 官方網站 （页面存档备份，存于）